# Temnochila tristis
Temnochila tristis là một loài bọ cánh cứng trong họ Trogossitidae. Loài này được Mulsant & Rey miêu tả khoa học năm 1853.